# 月深
月深（げつぶか）とはフジテレビの月曜深夜の時間帯のレーベルである。主に『感動ファクトリー・すぽると!』の直後から放送されている3番組を指していたが、2004年10月から「登龍門」と名前を変えて放送されている。
2000年10月に、かつての『オールナイトフジ』を再復活させようと『エブナイ』（every night fuji）という番組が産声を上げた。『ワンダフル』（TBS系）、『トゥナイト2』（テレビ朝日系）などの生放送番組隆盛期に一石を投じようとした当時の亀山千広編成局長の思惑もある。『エブナイ』は生放送番組である他に、若手育成も兼ねた実験的深夜番組として港浩一や吉田正樹らも辣腕を振るった。
2002年春に「NEW GENERATION」にレーベルを変更。フジテレビの若手ディレクター育成・発掘を目的に、『感じるジャッカル』『ワンナイR&B』『はねるのトびら』『トーキョープラズマボーイズ』『BACK-UP!』の5つの番組を順番に不定期放送していた。同年秋に「月深」に戻り、2004年秋に「登龍門」と名を変えた後も若手育成・発掘は行われている。

## 歴史
いずれも月曜深夜に放送されていた。見出し名は放送時間（JST）。

### 0:35 - 0:58
- バッテンクイズ・HEXAGON（0:40 - 1:10）
後の『クイズ!ヘキサゴン』。2002年10月 - 2003年3月に放送。
- はねるのトびら
2002年4月から10月までは5週に1回、2003年4月 - 12月にも放送されていた。
- ロバートホール
火曜日0:35 - 0:58から移転し、2004年1月 - 3月放送。2004年10月、『リチャードホール』に改題。
- お台場明石城-sanma castle-
2004年4月スタート。明石家さんまが城主で2004年4月12日、19日に『実録 さんま大作戦』という事前告知番組がある程だった。お台場明石城以外にも、東京都港区には以下の城と城下町がある（初期、公式サイトによる。諸事情により現在は変更）。
  1. 汐留ジャイアンツ城
  2. 赤坂ピン子城
  3. 六本木久米城改メ古館城
  4. 虎ノ門ポケモン城

### 0:58 - 1:28
- いま何待ち?（1:10 - 1:40）
2002年10月 - 2003年3月放送。ユースケ・サンタマリア主演のドラマとオフショット。
- ミライ
2003年4月 - 2003年9月放送。「平成日本のよふけ」の続編で、笑福亭鶴瓶とゲスト1人が、他業種の人々と語り合う。
- 退屈貴族
2003年10月 - 2004年3月放送。ココリコとゲストが視聴者からの投稿ビデオを鑑賞。
- ラグ&ピース
2004年4月 - 9月放送。DVD化されたRAG FAIRの音楽バラエティ。スーパーバイザー・高平哲郎。

### 1:28 - 1:58
- トリビアの泉 〜素晴らしきムダ知識〜（1:40 - 2:10）
2003年7月より水曜日21:00 - 21:54のゴールデン枠に昇格（2002年10月 - 2003年3月に放送）。
- SDM発!（2003年4月 - 9月放送）
- SDM発i（2003年10月~2004年3月放送）
- ディビジョン1（2004年4月 - 9月放送、2004年10月からは水曜日深夜0:58 - 1:28に枠移動）